# 월배중학교
월배중학교(月背中學校)는 대한민국 대구광역시 달서구 진천동에 있는 공립 중학교이다.

## 학교 연혁
- 1989년 10월 30일 : 월배여자중학교 설립 인가(학년당 10학급)
- 1990년 3월 1일 : 초대 정재석 교장 취임
- 1990년 3월 5일 : 제1회 입학식(520명)
- 1993년 2월 12일 : 제1회 졸업식(526명)
- 2002년 3월 1일 : 월배중학교로 교명 변경(남ㆍ여 공학)
- 2010년 1월 15일 : 강당(월맥관) 신축
- 2021년 9월 1일 : 제13대 김영희 교장 취임
- 2022년 2월 10일 : 제30회 졸업식(6학급 135명) 누계 12,192명
- 2022년 3월 2일 : 제33회 입학식(6학급 114명)

## 참고 자료
- 월배중학교 - 한국교육학술정보원 학교알리미